# Crypturellus duidae
Crypturellus duidae là một loài chim trong họ Tinamidae.